# سقوط آشور
سقوط آشور هنگامی رخ داد که اولین شهر و پایتخت قدیمی و مذهبی امپراتوری آشوری نو، به دست نیروهای پادشاهی ماد افتاد. تصرف و غارت پس از آن، شهر را تا حدی ویران کرد؛ با این حال در دوران شاهنشاهی هخامنشی بازسازی شد و به نظر می‌رسد که یک دولت نیمه یا کاملاً مستقل آشوری در زمان شاهنشاهی اشکانی و تا پیش از تصرف آن توسط شاهنشاهی ساسانی در اواخر قرن ۳ میلادی وجود داشته‌است. این شهر تا زمان کشتارهای تیمور در قرن ۱۴ میلادی در کنترل آشوریان بود.

## پیش زمینه
از زمان پایان سلطنت آشوربانی‌پال را در ۶۲۷ پ. م امپراتوری آشور نو در موقعیت خطرناکی بود. جنگ داخلی، شورش‌ها در بابل، آناتولی، قفقاز و شام همراه با هجوم نیروهای متحد ماد-سکاها و بابلی‌ها برای امپراتوری درگیر جنگ داخلی، بسیار زیاد سهمگین شد. در سال ۶۱۶ پ. م، بابلی‌ها استقلال واقعی خود را از آشوریان برقرار کردند.

## حمله به شهر
در سال ۶۱۵ پ. م، مادها و متحدان آنها آرافا را فتح کردند. سال بعد، آنها آشور را محاصره کردند. بیشتر آنچه از ارتش آشور باقی مانده بود در شهر نینوا پایتخت امپراتوری بود و قادر به کمک نبود. سرانجام، پس از درگیری‌های خونین تن به تن (که بعداً جمجمه‌ها و اسکلت‌های زیادی از آن پیدا شد)، ظاهراً این شهر در سال ۶۱۴ پ. م تسخیر شد.